# قائمة عملات مصر الورقية
هذه قائمة للعملات المصرية الورقية منذ بداية طباعتها واستخدامها بشكل رسمي وحتى الوقت الحالي:

## التوقيع

### العملات الورقية المساعدة
| الترتيب | الوزير                    | الفترة الزمنية للتوقيع | الفترة الزمنية للتوقيع | التوقيع |
| الترتيب | الوزير                    | من                     | إلى                    | التوقيع |
| ------- | ------------------------- | ---------------------- | ---------------------- | ------- |
|         | يوسف وهبة باشا            | 19 ديسمبر 1914         | 9 أبريل 1919           |         |
|         | عبد الحميد سليمان باشا    | 21 سبتمبر 1940         | 14 نوفمبر 1940         |         |
|         | حسن صادق بك               | 15 نوفمبر 1940         | 5 ديسمبر 1940          |         |
|         | عبد الحميد بدوي باشا      | 5 ديسمبر 1940          | 5 يناير 1942           |         |
|         | مكرم عبيد باشا            | 6 فبراير 1942          | 26 مايو 1942           |         |
|         | كامل صدقي باشا            | 26 مايو 1942           | 2 يونيو 1943           |         |
|         | أمين عثمان باشا           | 2 يونيو 1943           | 8 أكتوبر 1944          |         |
|         | مكرم عبيد باشا            | 9 أكتوبر 1944          | 15 فبراير 1946         |         |
|         | إسماعيل صدقي باشا         | 17 فبراير 1946         | 30 يونيو 1946          |         |
|         | عبد الرحمن البيلي         | 30 يونيو 1946          | 9 ديسمبر 1946          |         |
|         | إبراهيم عبد الهادي باشا   | 9 ديسمبر 1946          | 18 فبراير 1947         |         |
|         | عبد المجيد علي بدر        | 18 فبراير 1947         | 19 نوفمبر 1947         |         |
|         | محمود فهمي النقراشي باشا  | 19 نوفمبر 1947         | 28 ديسمبر 1948         |         |
|         | حسين فهمي بك              | 15 يناير 1949          | 3 نوفمبر 1949          |         |
|         | عبد الشافي عبد المتعال بك | 3 نوفمبر 1949          | 12 يناير 1950          |         |
|         | محمد زكي عبد المتعال      | 12 يناير 1950          | 11 نوفمبر 1950         |         |
|         | محمد فؤاد سراج الدين      | 11 نوفمبر 1950         | 27 يناير 1952          |         |
|         | محمد زكي عبد المتعال      | 27 يناير 1952          | 2 يوليو 1952           |         |
|         | نجيب إبراهيم باشا         | 2 يوليو 1952           | 22 يوليو 1952          |         |
|         | عبد الجليل العمري         | 24 يوليو 1952          | 25 فبراير 1954         |         |
|         | عبد الحميد الشريف         | 17 أبريل 1954          | 31 أغسطس 1954          |         |
|         | عبد المنعم القيسوني       | 31 أغسطس 1954          | 25 يونيو 1956          |         |
|         | حسن عباس زكي              | 6 مارس 1958            | 7 أكتوبر 1958          |         |
|         | حسن صلاح الدين            | 7 أكتوبر 1958          | 16 أغسطس 1961          |         |
|         | عبد اللطيف البغدادي       | 18 أكتوبر 1961         | 29 سبتمبر 1962         |         |
|         | عبد المنعم القيسوني       | 29 سبتمبر 1962         | 25 مارس 1964           |         |
|         | نزيه أحمد ضيف             | 19 يونيو 1967          | 20 مارس 1968           |         |
|         | عبد العزيز حجازي          | 20 مارس 1968           | 25 أبريل 1974          |         |
|         | محمد عبد الفتاح إبراهيم   | 25 أبريل 1974          | 25 نوفمبر 1974         |         |
|         | محمد حمدي النشار          | 25 نوفمبر 1974         | 16 أبريل 1975          |         |
|         | أحمد أبو إسماعيل          | 16 أبريل 1975          | 9 نوفمبر 1976          |         |
|         | محمود صلاح الدين حامد     | 9 نوفمبر 1976          | 5 أكتوبر 1978          |         |
|         | علي لطفي                  | 5 أكتوبر 1978          | 14 مايو 1980           |         |
|         | عبد الرزاق عبد المجيد     | 14 مايو 1980           | 3 يناير 1982           |         |
|         | محمود صلاح الدين حامد     | 3 يناير 1982           | 9 نوفمبر 1986          |         |
|         | محمد أحمد الرزاز          | 11 نوفمبر 1986         | 2 يناير 1996           |         |
|         | محيي الدين أبو بكر الغريب | 4 يناير 1996           | 5 أكتوبر 1999          |         |
|         | مدحت حسانين               | 10 أكتوبر 1999         | 9 يوليو 2004           |         |
|         | يوسف بطرس غالي            | 14 يوليو 2004          |                        |         |

### العملات الورقية الرئيسية
| الترتيب                     | المحافظ                                             | الفترة الزمنية للتوقيع     | الفترة الزمنية للتوقيع     | التوقيع                    |
| الترتيب                     | المحافظ                                             | من                         | إلى                        | التوقيع                    |
| محافظو البنك الأهلي المصري  | محافظو البنك الأهلي المصري                          | محافظو البنك الأهلي المصري | محافظو البنك الأهلي المصري | محافظو البنك الأهلي المصري |
| --------------------------- | --------------------------------------------------- | -------------------------- | -------------------------- | -------------------------- |
| 1                           | إلوين بالمر (بالإنجليزية: Elwin Palmer)‏             | 17 أغسطس 1898              | 30 يناير 1906              |                            |
| 2                           | فريدريك رولات (بالإنجليزية: Frederick Rowlatt)‏      | 26 يونيو 1906              | 27 فبراير 1921             |                            |
| 3                           | برترام هورنسبي (بالإنجليزية: Bartram Hornsby)‏       | 1 مارس 1921                | 28 فبراير 1931             |                            |
| 4                           | إدوارد كوك (بالإنجليزية: Edward Cook)‏               | 1 مارس 1931                | 27 أكتوبر 1940             |                            |
| 5                           | نورمان نكسون (بالإنجليزية: Norman Nixon)‏            | 28 أكتوبر 1940             | 30 أبريل 1946              |                            |
| 6                           | فريدريك ليث روس (بالإنجليزية: Frederick Leith-Ross)‏ | 1 مايو 1946                | 30 أبريل 1951              |                            |
| 7                           | أحمد زكي سعد                                        | 12 مايو 1951               | 30 أبريل 1952              |                            |
| 8                           | محمد أمين فكري                                      | 8 مايو 1952                | 29 مارس 1955               |                            |
| 9                           | أحمد زكي سعد                                        | 31 مارس 1955               | 23 يوليو 1957              |                            |
| 10                          | عبد الجليل العمري                                   | 14 نوفمبر 1957             | 25 مارس 1960               |                            |
| 11                          | عبد الحكيم الرفاعي                                  | 26 مارس 1960               | 1961                       |                            |
| محافظو البنك المركزي المصري |                                                     |                            |                            |                            |
| 1                           | عبد الحكيم الرفاعي                                  | 1961                       | 25 مارس 1964               |                            |
| 2                           | أحمد زندو                                           | 26 مارس 1964               | 5 فبراير 1967              |                            |
| 3                           | أحمد نظمي عبد الحميد                                | 6 فبراير 1967              | 31 يناير 1971              |                            |
| 4                           | أحمد زندو                                           | 1 فبراير 1971              | 18 مارس 1976               |                            |
| 5                           | محمد عبد الفتاح إبراهيم                             | 19 مارس 1976               | 4 يناير 1982               |                            |
| 6                           | محمد شلبي                                           | 27 فبراير 1982             | 30 مارس 1985               |                            |
| 7                           | علي محمد نجم                                        | 31 مارس 1985               | 9 نوفمبر 1986              |                            |
| 8                           | محمود صلاح الدين حامد                               | 10 نوفمبر 1986             | 1 يوليو 1993               |                            |
| 9                           | إسماعيل حسن محمد                                    | 2 يوليو 1993               | 31 أكتوبر 2001             |                            |
| 10                          | محمود أبو العيون                                    | 1 نوفمبر 2001              | 30 نوفمبر 2003             |                            |
| 11                          | فاروق العقدة                                        | 1 ديسمبر 2003              | 2 فبراير 2013              |                            |
| 12                          | هشام رامز                                           | 3 فبراير 2013              | 27 نوفمبر 2015             |                            |
| 13                          | طارق حسن عامر                                       | 27 نوفمبر 2015             | 17 أغسطس 2022              |                            |
| 14                          | حسن عبد الله                                        | 18 أغسطس 2022              | حتى الآن                   |                            |

## الفئات

### العملات الورقية المساعدة
كانت تُمهر بإمضاء وزير الخزانة أو وزير المالية وغير متداولة في الوقت الحالي

#### 5 قروش
| الصورة  | الصورة | الوصف | العلامة المائية | تاريخ الإصدار | تاريخ الإصدار | الأبعاد (بالمليمتر) | الأبعاد (بالمليمتر) | الوزن | خامة الطباعة | المصمم | أسماء الموقعين |
| الإتجاه | الصورة | الوصف | العلامة المائية | البداية       | النهاية       | طول                 | عرض                 | الوزن | خامة الطباعة | المصمم | أسماء الموقعين |
| ------- | ------ | ----- | --------------- | ------------- | ------------- | ------------------- | ------------------- | ----- | ------------ | ------ | -------------- |
| الوجه   |        |       |                 |               |               |                     |                     |       | ورق          |        |                |
| الظهر   |        |       |                 |               |               |                     |                     |       | ورق          |        |                |

#### 10 قروش
| الصورة  | الصورة | الوصف | العلامة المائية | تاريخ الإصدار | تاريخ الإصدار | الأبعاد (بالمليمتر) | الأبعاد (بالمليمتر) | الوزن | خامة الطباعة | المصمم | أسماء الموقعين |
| الإتجاه | الصورة | الوصف | العلامة المائية | البداية       | النهاية       | طول                 | عرض                 | الوزن | خامة الطباعة | المصمم | أسماء الموقعين |
| ------- | ------ | ----- | --------------- | ------------- | ------------- | ------------------- | ------------------- | ----- | ------------ | ------ | -------------- |
| الوجه   |        |       |                 |               |               |                     |                     |       | ورق          |        |                |
| الظهر   |        |       |                 |               |               |                     |                     |       | ورق          |        |                |

### العملات الورقية الرئيسية
كانت تمهر سابقاً بتوقيع رئيس البنك الأهلي ثم تحولت مسئولية التوقيع إلى رئيس البنك المركزي

#### 25 قرش
| الترتيب | الصورة  | الصورة | الوصف                                                               | العلامة المائية    | تاريخ الإصدار | تاريخ الإصدار  | الأبعاد (بالمليمتر) | الأبعاد (بالمليمتر) | كود الإصدار | خامة الطباعة | المصمم | أسماء الموقعين |
| الترتيب | الإتجاه | الصورة | الوصف                                                               | العلامة المائية    | البداية       | النهاية        | طول                 | عرض                 | كود الإصدار | خامة الطباعة | المصمم | أسماء الموقعين |
| ------- | ------- | ------ | ------------------------------------------------------------------- | ------------------ | ------------- | -------------- | ------------------- | ------------------- | ----------- | ------------ | ------ | --- |
| 1       | الوجه   |        | نخيل ونهر النيل                                                     | لا توجد            | 5 أغسطس 1917  | 23 مايو 1951   | 125                 | 73                  | L س         | ورق          |        | - سير/ فريدريك رولات (بالإنجليزية: Frederick Rowlatt)‏ - سير/ إدوارد كوك (بالإنجليزية: Edward Cook)‏ - سير/ نورمان نيكسون (بالإنجليزية: Norman Nixon)‏ - سير/ فريدريك ليث روس (بالإنجليزية: Frederick Leith-Ross)‏ - أحمد زكي سعد |
| 1       | الظهر   |        | زخارف                                                               | لا توجد            | 5 أغسطس 1917  | 23 مايو 1951   | 125                 | 73                  | L س         | ورق          |        | - سير/ فريدريك رولات (بالإنجليزية: Frederick Rowlatt)‏ - سير/ إدوارد كوك (بالإنجليزية: Edward Cook)‏ - سير/ نورمان نيكسون (بالإنجليزية: Norman Nixon)‏ - سير/ فريدريك ليث روس (بالإنجليزية: Frederick Leith-Ross)‏ - أحمد زكي سعد |
| 2       | الوجه   |        | الملك توت عنخ آمون                                                  | لا توجد            | 8 مايو 1952   | 14 ديسمبر 1957 | 131                 | 70                  | ذ ر         | ورق          |        | - محمد أمين فكري - أحمد زكي سعد - عبد الجليل العمري |
| 2       | الظهر   |        | - وسطاً: مسجد المرسي أبو العباس - الأطراف: زهور اللوتس               | لا توجد            | 8 مايو 1952   | 14 ديسمبر 1957 | 131                 | 70                  | ذ ر         | ورق          |        | - محمد أمين فكري - أحمد زكي سعد - عبد الجليل العمري |
| 3       | الوجه   |        | شعار الدولة (النسر) داخله علم مصر                                   | النسر              | 1 نوفمبر 1961 | 18 أغسطس 1966  | 130                 | 70                  | أ           | ورق          |        | - عبد الحكيم الرفاعي - أحمد زندو |
| 3       | الظهر   |        | زخارف                                                               | النسر              | 1 نوفمبر 1961 | 18 أغسطس 1966  | 130                 | 70                  | أ           | ورق          |        | - عبد الحكيم الرفاعي - أحمد زندو |
| 4       | الوجه   |        | تمثال نهضة مصر                                                      | الكاتب المصري      | 6 فبراير 1967 | 4 يناير 1975   | 140                 | 70                  | ح           | ورق          |        | - أحمد نظمي عبد الحميد - أحمد زندو |
| 4       | الظهر   |        | شعار الدولة (النسر) داخله علم مصر ومحاط بنباتات القطن والذرة والقمح | الكاتب المصري      | 6 فبراير 1967 | 4 يناير 1975   | 140                 | 70                  | ح           | ورق          |        | - أحمد نظمي عبد الحميد - أحمد زندو |
| 5       | الوجه   |        | تمثال نهضة مصر                                                      | الكاتب المصري      | 12 أبريل 1976 | 6 ديسمبر 1978  | 140                 | 70                  | ح           | ورق          |        | - محمد عبد الفتاح إبراهيم |
| 5       | الظهر   |        | شعار الدولة (الصقر) داخله علم مصر ومحاط بنباتات القطن والذرة والقمح | الكاتب المصري      | 12 أبريل 1976 | 6 ديسمبر 1978  | 140                 | 70                  | ح           | ورق          |        | - محمد عبد الفتاح إبراهيم |
| 6       | الوجه   |        | مسجد السيدة عائشة                                                   | الملك توت عنخ آمون | 2 يناير 1979  | 10 مايو 1979   | 130                 | 70                  | ص           | ورق          |        | - محمد عبد الفتاح إبراهيم |
| 6       | الظهر   |        | شعار الدولة (الصقر) داخله علم مصر ومحاط بنباتات القطن والذرة والقمح | الملك توت عنخ آمون | 2 يناير 1979  | 10 مايو 1979   | 130                 | 70                  | ص           | ورق          |        | - محمد عبد الفتاح إبراهيم |
| 7       | الوجه   |        | مسجد السيدة عائشة                                                   | الملك توت عنخ آمون | 17 يناير 1980 | 10 يناير 1984  | 130                 | 70                  | ص           | ورق          |        | - محمد عبد الفتاح إبراهيم - محمد أمين شلبي |
| 7       | الظهر   |        | شعار الدولة (الصقر) داخله علم مصر ومحاط بنباتات القطن والذرة والقمح | الملك توت عنخ آمون | 17 يناير 1980 | 10 يناير 1984  | 130                 | 70                  | ص           | ورق          |        | - محمد عبد الفتاح إبراهيم - محمد أمين شلبي |
| 8       | الوجه   |        | مسجد السيدة عائشة                                                   | الملك توت عنخ آمون | 12 يناير 1985 | 28 ديسمبر 2008 | 130                 | 70                  | ص           | ورق          |        | - محمد أمين شلبي - علي نجم - صلاح حامد - إسماعيل حسن محمد - محمود أبو العيون - فاروق العقدة |
| 8       | الظهر   |        | شعار الدولة (النسر) داخله علم مصر ومحاط بنباتات القطن والذرة والقمح | الملك توت عنخ آمون | 12 يناير 1985 | 28 ديسمبر 2008 | 130                 | 70                  | ص           | ورق          |        | - محمد أمين شلبي - علي نجم - صلاح حامد - إسماعيل حسن محمد - محمود أبو العيون - فاروق العقدة |

#### 50 قرش
| الترتيب | الإصدار | الإصدار | الوصف                                                               | العلامة المائية    | تاريخ الإصدار | تاريخ الإصدار  | الأبعاد (بالمليمتر) | الأبعاد (بالمليمتر) | كود الإصدار | خامة الطباعة | المصمم | أسماء الموقعين |
| الترتيب | الإتجاه | الصورة  | الوصف                                                               | العلامة المائية    | البداية       | النهاية        | طول                 | عرض                 | كود الإصدار | خامة الطباعة | المصمم | أسماء الموقعين |
| ------- | ------- | ------- | ------------------------------------------------------------------- | ------------------ | ------------- | -------------- | ------------------- | ------------------- | ----------- | ------------ | ------ | --- |
| 1       | الوجه   |         | أبو الهول وخلفه هرم منكاورع                                         | لا توجد            | 1 يناير 1899  | ـــــــ        | 130                 | 69                  | A           | ورق          |        | - سير/ إلوين بالمر (بالإنجليزية: Elwin Palmer)‏ - سير/ فريدريك رولات (بالإنجليزية: Frederick Rowlatt)‏                                                                    |
| 1       | الظهر   |         | زخارف                                                               | لا توجد            | 1 يناير 1899  | ـــــــ        | 130                 | 69                  | A           | ورق          |        | - سير/ إلوين بالمر (بالإنجليزية: Elwin Palmer)‏ - سير/ فريدريك رولات (بالإنجليزية: Frederick Rowlatt)‏                                                                    |
| 2       | الوجه   |         | أبو الهول وخلفه هرم منكاورع                                         | لا توجد            | 1 أغسطس 1914  | 20 فبراير 1920 | 130                 | 77                  | P Q         | ورق          |        | - سير/ فريدريك رولات (بالإنجليزية: Frederick Rowlatt)‏ |
| 2       | الظهر   |         | زخارف                                                               | لا توجد            | 1 أغسطس 1914  | 20 فبراير 1920 | 130                 | 77                  | P Q         | ورق          |        | - سير/ فريدريك رولات (بالإنجليزية: Frederick Rowlatt)‏ |
| 3       | الوجه   |         | الملك خفرع وخلفه حورس                                               | الجعران الفرعوني   | 7 مايو 1935   | 18 مايو 1951   | 139                 | 78                  | A           | ورق          |        | - سير/ إدوارد كوك (بالإنجليزية: Edward Cook)‏ - سير/ نورمان نيكسون (بالإنجليزية: Norman Nixon)‏ - سير/ فريدريك ليث روس (بالإنجليزية: Frederick Leith-Ross)‏ - أحمد زكي سعد |
| 3       | الظهر   |         | - يساراً: علم مصر - الأطراف السفلية: الكوبرا المقدسة وزهور اللوتس    | الجعران الفرعوني   | 7 مايو 1935   | 18 مايو 1951   | 139                 | 78                  | A           | ورق          |        | - سير/ إدوارد كوك (بالإنجليزية: Edward Cook)‏ - سير/ نورمان نيكسون (بالإنجليزية: Norman Nixon)‏ - سير/ فريدريك ليث روس (بالإنجليزية: Frederick Leith-Ross)‏ - أحمد زكي سعد |
| 4       | الوجه   |         | الملك توت عنخ آمون                                                  | أبو الهول          | 8 مايو 1952   | 3 أغسطس 1960   | 145                 | 77                  | زس          | ورق          |        | - محمد أمين فكري - أحمد زكي سعد - عبد الجليل العمري - عبد الحكيم الرفاعي                                                                                                |
| 4       | الظهر   |         | - وسطاً: كشك تراجان بجزيرة فيلة - الأطراف: تمثالان لآمون في صورة كبش | أبو الهول          | 8 مايو 1952   | 3 أغسطس 1960   | 145                 | 77                  | زس          | ورق          |        | - محمد أمين فكري - أحمد زكي سعد - عبد الجليل العمري - عبد الحكيم الرفاعي                                                                                                |
| 5       | الوجه   |         | شعار الدولة (النسر) داخله علم مصر                                   | النسر              | 1 نوفمبر 1961 | 14 أغسطس 1966  | 145                 | 77                  | ب           | ورق          |        | - عبد الحكيم الرفاعي - أحمد زندو |
| 5       | الظهر   |         | زخارف                                                               | النسر              | 1 نوفمبر 1961 | 14 أغسطس 1966  | 145                 | 77                  | ب           | ورق          |        | - عبد الحكيم الرفاعي - أحمد زندو |
| 6       | الوجه   |         | الجامع الأزهر                                                       | الكاتب المصري      | 2 ديسمبر 1967 | 28 يناير 1978  | 150                 | 75                  | خ           | ورق          |        | - أحمد نظمي عبد الحميد - أحمد زندو - محمد عبد الفتاح إبراهيم |
| 6       | الظهر   |         | رمسيس الثاني                                                        | الكاتب المصري      | 2 ديسمبر 1967 | 28 يناير 1978  | 150                 | 75                  | خ           | ورق          |        | - أحمد نظمي عبد الحميد - أحمد زندو - محمد عبد الفتاح إبراهيم |
| 7       | الوجه   |         | الجامع الأزهر                                                       | الملك توت عنخ آمون | 1 يناير 1981  | 16 يونيو 1982  | 135                 | 70                  | غ           | ورق          |        | - محمد عبد الفتاح إبراهيم - محمد أمين شلبي |
| 7       | الظهر   |         | رمسيس الثاني                                                        | الملك توت عنخ آمون | 1 يناير 1981  | 16 يونيو 1982  | 135                 | 70                  | غ           | ورق          |        | - محمد عبد الفتاح إبراهيم - محمد أمين شلبي |
| 8       | الوجه   |         | الجامع الأزهر                                                       | الملك توت عنخ آمون | 2 يوليو 1985  | 28 أغسطس 1994  | 135                 | 70                  | غ           | ورق          |        | - علي نجم - صلاح حامد - إسماعيل حسن محمد |
| 8       | الظهر   |         | رمسيس الثاني                                                        | الملك توت عنخ آمون | 2 يوليو 1985  | 28 أغسطس 1994  | 135                 | 70                  | غ           | ورق          |        | - علي نجم - صلاح حامد - إسماعيل حسن محمد |
| 9       | الوجه   |         | الجامع الأزهر                                                       | الملك توت عنخ آمون | 6 يوليو 1995  | 15 سبتمبر 2008 | 135                 | 70                  | غ           | ورق          |        | - إسماعيل حسن محمد - محمود أبو العيون - فاروق العقدة |
| 9       | الظهر   |         | رمسيس الثاني                                                        | الملك توت عنخ آمون | 6 يوليو 1995  | 15 سبتمبر 2008 | 135                 | 70                  | غ           | ورق          |        | - إسماعيل حسن محمد - محمود أبو العيون - فاروق العقدة |
| 10      | الوجه   |         | الجامع الأزهر                                                       | الملك توت عنخ آمون | 3 يناير 2017  |                | 135                 | 70                  | غ           | ورق          |        | - طارق حسن عامر |
| 10      | الظهر   |         | رمسيس الثاني                                                        | الملك توت عنخ آمون | 3 يناير 2017  |                | 135                 | 70                  | غ           | ورق          |        | - طارق حسن عامر |

#### 1 جنيه
| الترتيب | الإصدار | الإصدار | الوصف | العلامة المائية    | تاريخ الإصدار  | تاريخ الإصدار  | الأبعاد (بالمليمتر) | الأبعاد (بالمليمتر) | كود الإصدار | خامة الطباعة | المصمم | أسماء الموقعين |
| الترتيب | الإتجاه | الصورة  | الوصف | العلامة المائية    | البداية        | النهاية        | طول                 | عرض                 | كود الإصدار | خامة الطباعة | المصمم | أسماء الموقعين |
| ------- | ------- | ------- | --- | ------------------ | -------------- | -------------- | ------------------- | ------------------- | ----------- | ------------ | ------ | --- |
| 1       | الوجه   |         | جملان | لا توجد            | 5 يناير 1899   | ـــــــ        | 158                 | 81                  | B           | ورق          |        | - سير/ إلوين بالمر (بالإنجليزية: Elwin Palmer)‏ - سير/ فريدريك رولات (بالإنجليزية: Frederick Rowlatt)‏ |
| 1       | الظهر   |         | زخارف | لا توجد            | 5 يناير 1899   | ـــــــ        | 158                 | 81                  | B           | ورق          |        | - سير/ إلوين بالمر (بالإنجليزية: Elwin Palmer)‏ - سير/ فريدريك رولات (بالإنجليزية: Frederick Rowlatt)‏ |
| 2       | الوجه   |         | معبد خونسو بالكرنك | لا توجد            | 21 سبتمبر 1914 | 20 يناير 1924  | 158                 | 84                  | V S R       | ورق          |        | - سير/ فريدريك رولات (بالإنجليزية: Frederick Rowlatt)‏ - سير/ برترام هورنسبي (بالإنجليزية: Bertram Hornsby)‏ |
| 2       | الظهر   |         | زخارف | لا توجد            | 21 سبتمبر 1914 | 20 يناير 1924  | 158                 | 84                  | V S R       | ورق          |        | - سير/ فريدريك رولات (بالإنجليزية: Frederick Rowlatt)‏ - سير/ برترام هورنسبي (بالإنجليزية: Bertram Hornsby)‏ |
| 3       | الوجه   |         | - المقدمة: جمل - الخلفية: بدويان أمام أسوار القاهرة - الطرف الأيمن العلوي: ملك فرعوني - الطرف الأيسر العلوي: الملك مرنبتاح | لا توجد            | 1 يونيو 1924   | 20 سبتمبر 1924 | 159                 | 84                  | H           | ورق          |        | - سير/ برترام هورنسبي (بالإنجليزية: Bertram Hornsby)‏ |
| 3       | الظهر   |         | زخارف | لا توجد            | 1 يونيو 1924   | 20 سبتمبر 1924 | 159                 | 84                  | H           | ورق          |        | - سير/ برترام هورنسبي (بالإنجليزية: Bertram Hornsby)‏ |
| 4       | الوجه   |         | رجل مسن | أبو الهول          | 1 يوليو 1926   | 10 يناير 1930  | 160                 | 86                  | J           | ورق          |        | - سير/ برترام هورنسبي (بالإنجليزية: Bertram Hornsby)‏ |
| 4       | الظهر   |         | مجموعة السلطان الناصر برقوق                                                                                                | أبو الهول          | 1 يوليو 1926   | 10 يناير 1930  | 160                 | 86                  | J           | ورق          |        | - سير/ برترام هورنسبي (بالإنجليزية: Bertram Hornsby)‏ |
| 5       | الوجه   |         | الملك توت عنخ آمون | أبو الهول          | 23 أبريل 1930  | 10 يونيو 1948  | 161                 | 86                  | J           | ورق          |        | - سير/ برترام هورنسبي (بالإنجليزية: Bertram Hornsby)‏ - سير/ إدوارد كوك (بالإنجليزية: Edward Cook)‏ - سير/ نورمان نيكسون (بالإنجليزية: Norman Nixon)‏ - سير/ فريدريك ليث روس (بالإنجليزية: Frederick Leith-Ross)‏ |
| 5       | الظهر   |         | مجموعة السلطان الناصر برقوق                                                                                                | أبو الهول          | 23 أبريل 1930  | 10 يونيو 1948  | 161                 | 86                  | J           | ورق          |        | - سير/ برترام هورنسبي (بالإنجليزية: Bertram Hornsby)‏ - سير/ إدوارد كوك (بالإنجليزية: Edward Cook)‏ - سير/ نورمان نيكسون (بالإنجليزية: Norman Nixon)‏ - سير/ فريدريك ليث روس (بالإنجليزية: Frederick Leith-Ross)‏ |
| 6       | الوجه   |         | الملك فاروق الأول | أبو الهول          | 1 يوليو 1950   | 10 مايو 1952   | 161                 | 86                  | خ د         | ورق          |        | - سير/ فريدريك ليث روس (بالإنجليزية: Frederick Leith-Ross)‏ - أحمد زكي سعد - محمد أمين فكري |
| 6       | الظهر   |         | كشك تراجان ومعبد إيزيس بجزيرة فيلة                                                                                         | أبو الهول          | 1 يوليو 1950   | 10 مايو 1952   | 161                 | 86                  | خ د         | ورق          |        | - سير/ فريدريك ليث روس (بالإنجليزية: Frederick Leith-Ross)‏ - أحمد زكي سعد - محمد أمين فكري |
| 7       | الوجه   |         | الملك توت عنخ آمون | أبو الهول          | 12 مايو 1952   | 23 أغسطس 1960  | 161                 | 86                  | خ د         | ورق          |        | - محمد أمين فكري - أحمد زكي سعد - عبد الجليل العمري - عبد الحكيم الرفاعي |
| 7       | الظهر   |         | كشك تراجان ومعبد إيزيس بجزيرة فيلة                                                                                         | أبو الهول          | 12 مايو 1952   | 23 أغسطس 1960  | 161                 | 86                  | خ د         | ورق          |        | - محمد أمين فكري - أحمد زكي سعد - عبد الجليل العمري - عبد الحكيم الرفاعي |
| 8       | الوجه   |         | الملك توت عنخ آمون | النسر              | 1 نوفمبر 1961  | 23 فبراير 1967 | 161                 | 86                  | ت           | ورق          |        | - عبد الحكيم الرفاعي - أحمد زندو - أحمد نظمي عبد الحميد |
| 8       | الظهر   |         | زخارف | النسر              | 1 نوفمبر 1961  | 23 فبراير 1967 | 161                 | 86                  | ت           | ورق          |        | - عبد الحكيم الرفاعي - أحمد زندو - أحمد نظمي عبد الحميد |
| 9       | الوجه   |         | مجموعة السلطان الأشرف قايتباي                                                                                              | الكاتب المصري      | 11 مايو 1968   | 4 ديسمبر 1978  | 160                 | 80                  | د           | ورق          |        | - أحمد نظمي عبد الحميد، - أحمد زندو - محمد عبد الفتاح إبراهيم |
| 9       | الظهر   |         | معبد أبو سمبل | الكاتب المصري      | 11 مايو 1968   | 4 ديسمبر 1978  | 160                 | 80                  | د           | ورق          |        | - أحمد نظمي عبد الحميد، - أحمد زندو - محمد عبد الفتاح إبراهيم |
| 10      | الوجه   |         | مجموعة السلطان الأشرف قايتباي                                                                                              | الملك توت عنخ آمون | 29 مايو 1978   | 15 مايو 2008   | 140                 | 70                  | ل           | ورق          |        | - محمد عبد الفتاح إبراهيم - محمد أمين شلبي - علي نجم - صلاح حامد - إسماعيل حسن محمد - محمود أبو العيون - فاروق العقدة - هشام رامز - طارق حسن عامر                                                             |
| 10      | الظهر   |         | معبد أبو سمبل | الملك توت عنخ آمون | 29 مايو 1978   | 15 مايو 2008   | 140                 | 70                  | ل           | ورق          |        | - محمد عبد الفتاح إبراهيم - محمد أمين شلبي - علي نجم - صلاح حامد - إسماعيل حسن محمد - محمود أبو العيون - فاروق العقدة - هشام رامز - طارق حسن عامر                                                             |

#### 5 جنيهات
| الترتيب | الإصدار | الإصدار | الوصف                                                                    | العلامة المائية    | تاريخ الإصدار  | تاريخ الإصدار  | الأبعاد (بالمليمتر) | الأبعاد (بالمليمتر) | كود الإصدار | خامة الطباعة | المصمم | أسماء الموقعين |
| الترتيب | الإتجاه | الصورة  | الوصف                                                                    | العلامة المائية    | البداية        | النهاية        | طول                 | عرض                 | كود الإصدار | خامة الطباعة | المصمم | أسماء الموقعين |
| ------- | ------- | ------- | ------------------------------------------------------------------------ | ------------------ | -------------- | -------------- | ------------------- | ------------------- | ----------- | ------------ | ------ | --- |
| 1       | الوجه   |         | - الخلفية: أهرام الجيزة - المقدمة: نخيل                                  | لا توجد            | 10 يناير 1899  | ـــــــ        | 168                 | 86                  | C           | ورق          |        | - سير/ إلوين بالمر (بالإنجليزية: Elwin Palmer)‏ - سير/ فريدريك رولات (بالإنجليزية: Frederick Rowlatt)‏                                               |
| 1       | الظهر   |         | زخارف                                                                    | لا توجد            | 10 يناير 1899  | ـــــــ        | 168                 | 86                  | C           | ورق          |        | - سير/ إلوين بالمر (بالإنجليزية: Elwin Palmer)‏ - سير/ فريدريك رولات (بالإنجليزية: Frederick Rowlatt)‏                                               |
| 2       | الوجه   |         | - الخلفية: أهرام الجيزة - المقدمة: نهر النيل ومركب شراعي                 | لا توجد            | 1 سبتمبر 1913  | 22 أبريل 1920  | 167                 | 88                  | W           | ورق          |        | - سير/ فريدريك رولات (بالإنجليزية: Frederick Rowlatt)‏                                                                                              |
| 2       | الظهر   |         | زخارف                                                                    | لا توجد            | 1 سبتمبر 1913  | 22 أبريل 1920  | 167                 | 88                  | W           | ورق          |        | - سير/ فريدريك رولات (بالإنجليزية: Frederick Rowlatt)‏                                                                                              |
| 3       | الوجه   |         | المقر القديم للبنك الأهلي المصري                                         | لا نوجد            | 1 أغسطس 1924   | 26 ديسمبر 1945 | 167                 | 88                  | M           | ورق          |        | - سير/ برترام هورنسبي (بالإنجليزية: Bertram Hornsby)‏ - سير/ إدوارد كوك (بالإنجليزية: Edward Cook)‏ - سير/ نورمان نيكسون (بالإنجليزية: Norman Nixon)‏ |
| 3       | الظهر   |         | ضريح محاط بالنخيل                                                        | لا نوجد            | 1 أغسطس 1924   | 26 ديسمبر 1945 | 167                 | 88                  | M           | ورق          |        | - سير/ برترام هورنسبي (بالإنجليزية: Bertram Hornsby)‏ - سير/ إدوارد كوك (بالإنجليزية: Edward Cook)‏ - سير/ نورمان نيكسون (بالإنجليزية: Norman Nixon)‏ |
| 4       | الوجه   |         | - يميناً: الملك فاروق الأول - يساراً: مسجد محمد علي                        | زهرة اللوتس        | 1 مايو 1946    | 5 يونيو 1951   | 170                 | 89                  | أ ب         | ورق          |        | - سير/ فريدريك ليث روس (بالإنجليزية: Frederick Leith-Ross)‏ - أحمد زكي سعد                                                                          |
| 4       | الظهر   |         | نيلوس "أبو النيل" وحوله 16 تمثالاً لأطفال يمثلون فروع النيل في ذلك الوقت. | زهرة اللوتس        | 1 مايو 1946    | 5 يونيو 1951   | 170                 | 89                  | أ ب         | ورق          |        | - سير/ فريدريك ليث روس (بالإنجليزية: Frederick Leith-Ross)‏ - أحمد زكي سعد                                                                          |
| 5       | الوجه   |         | - يميناً: الملك توت عنخ آمون - يساراً: مسجد محمد علي                       | زهرة اللوتس        | 8 مايو 1952    | 11 أغسطس 1960  | 170                 | 89                  | أ ب         | ورق          |        | - محمد أمين فكري - أحمد زكي سعد - عبد الجليل العمري - عبد الحكيم الرفاعي                                                                           |
| 5       | الظهر   |         | نيلوس "أبو النيل" وحوله 16 تمثالاً لأطفال يمثلون فروع النيل في ذلك الوقت. | زهرة اللوتس        | 8 مايو 1952    | 11 أغسطس 1960  | 170                 | 89                  | أ ب         | ورق          |        | - محمد أمين فكري - أحمد زكي سعد - عبد الجليل العمري - عبد الحكيم الرفاعي                                                                           |
| 6       | الوجه   |         | الملك توت عنخ آمون                                                       | زهرة اللوتس        | 1 نوفمبر 1961  | 12 نوفمبر 1961 | 170                 | 89                  | ث           | ورق          |        | - عبد الحكيم الرفاعي |
| 6       | الظهر   |         | زخارف                                                                    | زهرة اللوتس        | 1 نوفمبر 1961  | 12 نوفمبر 1961 | 170                 | 89                  | ث           | ورق          |        | - عبد الحكيم الرفاعي |
| 7       | الوجه   |         | الملك توت عنخ آمون                                                       | النسر              | 13 نوفمبر 1961 | 16 يونيو 1964  | 170                 | 89                  | ث           | ورق          |        | - عبد الحكيم الرفاعي - أحمد زندو |
| 7       | الظهر   |         | زخارف                                                                    | النسر              | 13 نوفمبر 1961 | 16 يونيو 1964  | 170                 | 89                  | ث           | ورق          |        | - عبد الحكيم الرفاعي - أحمد زندو |
| 8       | الوجه   |         | الملك توت عنخ آمون                                                       | النسر              | 17 يونيو 1964  | 13 فبراير 1965 | 170                 | 89                  | ث           | ورق          |        | - أحمد زندو |
| 8       | الظهر   |         | زخارف                                                                    | النسر              | 17 يونيو 1964  | 13 فبراير 1965 | 170                 | 89                  | ث           | ورق          |        | - أحمد زندو |
| 9       | الوجه   |         | مسجد ابن طولون                                                           | الكاتب المصري      | 1 يناير 1969   | 18 نوفمبر 1978 | 170                 | 85                  | ذ           | ورق          |        | - أحمد نظمي عبد الحميد - أحمد زندو - محمد عبد الفتاح إبراهيم                                                                                       |
| 9       | الظهر   |         | - يميناً: حابي - يساراً: معبد تحتمس الثالث "معبد الأخ منو" بالكرنك         | الكاتب المصري      | 1 يناير 1969   | 18 نوفمبر 1978 | 170                 | 85                  | ذ           | ورق          |        | - أحمد نظمي عبد الحميد - أحمد زندو - محمد عبد الفتاح إبراهيم                                                                                       |
| 10      | الوجه   |         | مسجد ابن طولون                                                           | الملك توت عنخ آمون | 1 فبراير 1981  | 23 فبراير 1989 | 145                 | 70                  | ك           | ورق          |        | - محمد عبد الفتاح إبراهيم - محمد أمين شلبي - علي نجم - صلاح حامد                                                                                   |
| 10      | الظهر   |         | حابي                                                                     | الملك توت عنخ آمون | 1 فبراير 1981  | 23 فبراير 1989 | 145                 | 70                  | ك           | ورق          |        | - محمد عبد الفتاح إبراهيم - محمد أمين شلبي - علي نجم - صلاح حامد                                                                                   |
| 11      | الوجه   |         | مسجد ابن طولون                                                           | الملك توت عنخ آمون | 2 أبريل 1989   | 4 فبراير 2001  | 145                 | 70                  | ك           | ورق          |        | - صلاح حامد - إسماعيل حسن محمد |
| 11      | الظهر   |         | حابي                                                                     | الملك توت عنخ آمون | 2 أبريل 1989   | 4 فبراير 2001  | 145                 | 70                  | ك           | ورق          |        | - صلاح حامد - إسماعيل حسن محمد |
| 12      | الوجه   |         | مسجد ابن طولون                                                           | الملك توت عنخ آمون | 30 أبريل 2002  |                | 145                 | 70                  | ك           | ورق          |        | - محمود أبو العيون - فاروق العقدة - هشام رامز |
| 12      | الظهر   |         | حابي                                                                     | الملك توت عنخ آمون | 30 أبريل 2002  |                | 145                 | 70                  | ك           | ورق          |        | - محمود أبو العيون - فاروق العقدة - هشام رامز |
| 13      | الوجه   |         | مسجد ابن طولون                                                           | الملك توت عنخ آمون | 28 ديسمبر 2012 | حتى الآن       | 145                 | 70                  | ك           | ورق          |        | - هشام رامز - طارق حسن عامر - حسن عبد الله |
| 13      | الظهر   |         | حابي                                                                     | الملك توت عنخ آمون | 28 ديسمبر 2012 | حتى الآن       | 145                 | 70                  | ك           | ورق          |        | - هشام رامز - طارق حسن عامر - حسن عبد الله |

#### 10 جنيهات
|  |

|  |

|  |

#### 20 جنيهاً
| الإصدار | الإصدار | الوصف | العلامة المائية    | تاريخ الإصدار | تاريخ الإصدار  | الأبعاد (بالمليمتر) | الأبعاد (بالمليمتر) | كود الإصدار | خامة الطباعة | المصمم | أسماء الموقعين                                                                                  |
| الإتجاه | الصورة  | الوصف | العلامة المائية    | البداية       | النهاية        | طول                 | عرض                 | كود الإصدار | خامة الطباعة | المصمم | أسماء الموقعين                                                                                  |
| ------- | ------- | --- | ------------------ | ------------- | -------------- | ------------------- | ------------------- | ----------- | ------------ | ------ | ----------------------------------------------------------------------------------------------- |
| الوجه   |         | مسجد محمد علي | الكاتب المصري      | 5 يوليو 1976  | 3 مايو 1978    | 190                 | 95                  | س           | ورق          |        | - محمد عبد الفتاح إبراهيم                                                                       |
| الظهر   |         | - يميناً: الملكة كليوباترا - يساراً: العجلة الحربية الفرعونية - بالأسفل: رسوم فرعونية من معبد حورس بإدفو، الأول يمثل تتويج الملك من قبل إيزيس ونيفتيس والثاني يمثل الملك أثناء البدء في بناء المعبد. - بالأعلى على الأطراف: نخبيت المجنحة | الكاتب المصري      | 5 يوليو 1976  | 3 مايو 1978    | 190                 | 95                  | س           | ورق          |        | - محمد عبد الفتاح إبراهيم                                                                       |
| الوجه   |         | مسجد محمد علي | الملك توت عنخ آمون | 6 سبتمبر 1979 | 27 ديسمبر 1998 | 155                 | 70                  | م           | ورق          |        | - محمد عبد الفتاح إبراهيم - محمد أمين شلبي - علي نجم - صلاح حامد - إسماعيل حسن محمد             |
| الظهر   |         | - يميناً: رسم فرعوني لطقس افتتاح مائدة القرابين - يساراً: العجلة الحربية الفرعونية - بالأسفل: رسوم فرعونية من معبد حورس بإدفو، الأول يمثل تتويج الملك من قبل إيزيس ونيفتيس والثاني يمثل الملك أثناء البدء في بناء المعبد.                 | الملك توت عنخ آمون | 6 سبتمبر 1979 | 27 ديسمبر 1998 | 155                 | 70                  | م           | ورق          |        | - محمد عبد الفتاح إبراهيم - محمد أمين شلبي - علي نجم - صلاح حامد - إسماعيل حسن محمد             |
| الوجه   |         | مسجد محمد علي | الملك توت عنخ آمون | 15 مارس 2001  | حتى الآن       | 155                 | 70                  | م           | ورق          |        | - إسماعيل حسن محمد - محمود أبو العيون - فاروق العقدة - هشام رامز - طارق حسن عامر - حسن عبد الله |
| الظهر   |         | - يميناً: رسم فرعوني لطقس افتتاح مائدة القرابين - يساراً: العجلة الحربية الفرعونية - بالأسفل: رسوم فرعونية من معبد حورس بإدفو، الأول يمثل تتويج الملك من قبل إيزيس ونيفتيس والثاني يمثل الملك أثناء البدء في بناء المعبد.                 | الملك توت عنخ آمون | 15 مارس 2001  | حتى الآن       | 155                 | 70                  | م           | ورق          |        | - إسماعيل حسن محمد - محمود أبو العيون - فاروق العقدة - هشام رامز - طارق حسن عامر - حسن عبد الله |
| الوجه   |         | مسجد محمد علي |                    |               | حتى الآن       |                     |                     |             | بوليمر       |        | - حسن عبد الله                                                                                  |
| الظهر   |         | - يميناً: الملكة كليوباترا - يساراً: العجلة الحربية الفرعونية - الخلفية: هرم خوفو |                    |               | حتى الآن       |                     |                     |             | بوليمر       |        | - حسن عبد الله                                                                                  |

#### 50 جنيهاً
| الإصدار | الإصدار | الوصف | العلامة المائية    | تاريخ الإصدار  | تاريخ الإصدار  | الأبعاد (بالمليمتر) | الأبعاد (بالمليمتر) | كود الإصدار | خامة الطباعة | المصمم | أسماء الموقعين                                                                                         |
| الإتجاه | الصورة  | الوصف | العلامة المائية    | البداية        | النهاية        | طول                 | عرض                 | كود الإصدار | خامة الطباعة | المصمم | أسماء الموقعين                                                                                         |
| ------- | ------- | --- | ------------------ | -------------- | -------------- | ------------------- | ------------------- | ----------- | ------------ | ------ | --- |
| الوجه   |         | معبد الرامسيوم | لا توجد            | 21 مارس 1904   |                | 202                 | 110                 | F           | ورق          |        | - سير/ إلوين بالمر (بالإنجليزية: Elwin Palmer)‏ - سير/ فريدريك رولات (بالإنجليزية: Frederick Rowlatt)‏   |
| الظهر   |         | زخارف | لا توجد            | 21 مارس 1904   |                | 202                 | 110                 | F           | ورق          |        | - سير/ إلوين بالمر (بالإنجليزية: Elwin Palmer)‏ - سير/ فريدريك رولات (بالإنجليزية: Frederick Rowlatt)‏   |
| الوجه   |         | - الخلفية: مجموعة السلطان إينال - المقدمة: مجموعة من آثار قرافة المماليك. الآثار من اليسار: مسجد وخانقاه السلطان الأشرف برسباي، قبة الأمير يشبك، قبة جاني بك الأشرفي. وتمر من أمامهم قافلة من الجمال.                                       | لا توجد            | 4 سبتمبر 1913  | 2 مايو 1945    | 203                 | 114                 | N U Y       | ورق          |        | - سير/ فريدريك رولات (بالإنجليزية: Frederick Rowlatt)‏ - سير/ نورمان نيكسون (بالإنجليزية: Norman Nixon)‏ |
| الظهر   |         | زخارف | لا توجد            | 4 سبتمبر 1913  | 2 مايو 1945    | 203                 | 114                 | N U Y       | ورق          |        | - سير/ فريدريك رولات (بالإنجليزية: Frederick Rowlatt)‏ - سير/ نورمان نيكسون (بالإنجليزية: Norman Nixon)‏ |
| الوجه   |         | - يميناً: الملك فاروق الأول - يساراً: معبد الرامسيوم | أبو الهول          | 1 نوفمبر 1949  | 16 مايو 1951   | 190                 | 100                 | ج ح         | ورق          |        | - سير/ فريدريك ليث روس (بالإنجليزية: Frederick Leith-Ross)‏ - أحمد زكي سعد                              |
| الظهر   |         | - الخلفية: مسجد محمد علي - المقدمة: مجموعة من آثار قرافة المماليك "قرافة جلال الدين السيوطي أو قرافة السيدة عائشة". الآثار من اليسار: قبة القرافي، قبة سودون العجمي، قبة الصوابي، خانقاه قوصون، ضربح السيدة خوند أردوكين "التربة السلطانية" | أبو الهول          | 1 نوفمبر 1949  | 16 مايو 1951   | 190                 | 100                 | ج ح         | ورق          |        | - سير/ فريدريك ليث روس (بالإنجليزية: Frederick Leith-Ross)‏ - أحمد زكي سعد                              |
| الوجه   |         | - يميناً: توت عنخ آمون - يساراً: معبد الرامسيوم | أبو الهول          | 29 أكتوبر 1952 | 30 أكتوبر 1952 | 190                 | 100                 | ج ح         | ورق          |        | - محمد أمين فكري                                                                                       |
| الظهر   |         | - الخلفية: مسجد محمد علي - المقدمة: مجموعة من آثار قرافة المماليك "قرافة جلال الدين السيوطي أو قرافة السيدة عائشة". الآثار من اليسار: قبة القرافي، قبة سودون العجمي، قبة الصوابي، خانقاه قوصون، ضربح السيدة خوند أردوكين "التربة السلطانية" | أبو الهول          | 29 أكتوبر 1952 | 30 أكتوبر 1952 | 190                 | 100                 | ج ح         | ورق          |        | - محمد أمين فكري                                                                                       |
| الوجه   |         | مسجد أبو حريبة | الملك توت عنخ آمون | 9 فبراير 1993  | 18 نوفمبر 1999 | 160                 | 70                  | هـ          | ورق          |        | - صلاح حامد - إسماعيل حسن محمد                                                                         |
| الظهر   |         | - يميناً: معبد حورس بإدفو - يساراً: قرص الشمس المجنح أسفله مركب فرعوني | الملك توت عنخ آمون | 9 فبراير 1993  | 18 نوفمبر 1999 | 160                 | 70                  | هـ          | ورق          |        | - صلاح حامد - إسماعيل حسن محمد                                                                         |
| الوجه   |         | مسجد أبو حريبة | الملك توت عنخ آمون | 6 نوفمبر 2001  | حتى الآن       | 160                 | 70                  | هـ          | ورق          |        | - محمود أبو العيون - فاروق العقدة - هشام رامز - طارق حسن عامر - حسن عبد الله                           |
| الظهر   |         | - يميناً: معبد حورس بإدفو - يساراً: قرص الشمس المجنح أسفله مركب فرعوني | الملك توت عنخ آمون | 6 نوفمبر 2001  | حتى الآن       | 160                 | 70                  | هـ          | ورق          |        | - محمود أبو العيون - فاروق العقدة - هشام رامز - طارق حسن عامر - حسن عبد الله                           |

#### 100 جنيه
| الإصدار | الإصدار | الوصف                                                                  | العلامة المائية    | تاريخ الإصدار  | تاريخ الإصدار  | الأبعاد (بالمليمتر) | الأبعاد (بالمليمتر) | كود الإصدار | خامة الطباعة | المصمم | أسماء الموقعين |
| الإتجاه | الصورة  | الوصف                                                                  | العلامة المائية    | البداية        | النهاية        | طول                 | عرض                 | كود الإصدار | خامة الطباعة | المصمم | أسماء الموقعين |
| ------- | ------- | ---------------------------------------------------------------------- | ------------------ | -------------- | -------------- | ------------------- | ------------------- | ----------- | ------------ | ------ | --- |
| الوجه   |         | كشك تراجان بجزيرة فيلة                                                 | لا توجد            | 15 يناير 1899  | ـــــــ        | 203                 | 118                 | G           | ورق          |        | - سير/ إلوين بالمر (بالإنجليزية: Elwin Palmer)‏ - سير/ فريدريك رولات (بالإنجليزية: Frederick Rowlatt)‏                                               |
| الظهر   |         | زخارف                                                                  | لا توجد            | 15 يناير 1899  | ـــــــ        | 203                 | 118                 | G           | ورق          |        | - سير/ إلوين بالمر (بالإنجليزية: Elwin Palmer)‏ - سير/ فريدريك رولات (بالإنجليزية: Frederick Rowlatt)‏                                               |
| الوجه   |         | مسجد محمد علي وأسوار قلعة صلاح الدين                                   | لا توجد            | 5 سبتمبر 1913  | 16 نوفمبر 1919 | 201                 | 122                 | T Z         | ورق          |        | - سير/ فريدريك رولات (بالإنجليزية: Frederick Rowlatt)‏                                                                                              |
| الظهر   |         | زخارف                                                                  | لا توجد            | 5 سبتمبر 1913  | 16 نوفمبر 1919 | 201                 | 122                 | T Z         | ورق          |        | - سير/ فريدريك رولات (بالإنجليزية: Frederick Rowlatt)‏                                                                                              |
| الوجه   |         | - يميناً: باب زويلة تعلوه منارتي مسجد المؤيد شيخ - يساراً: مسجد محمد علي | لا توجد            | 1 مارس 1921    | 3 أبريل 1945   | 201                 | 122                 | K           | ورق          |        | - سير/ برترام هورنسبي (بالإنجليزية: Bertram Hornsby)‏ - سير/ إدوارد كوك (بالإنجليزية: Edward Cook)‏ - سير/ نورمان نيكسون (بالإنجليزية: Norman Nixon)‏ |
| الظهر   |         | قارب شراعي في نهر النيل ومن خلفه معبد فيلة                             | لا توجد            | 1 مارس 1921    | 3 أبريل 1945   | 201                 | 122                 | K           | ورق          |        | - سير/ برترام هورنسبي (بالإنجليزية: Bertram Hornsby)‏ - سير/ إدوارد كوك (بالإنجليزية: Edward Cook)‏ - سير/ نورمان نيكسون (بالإنجليزية: Norman Nixon)‏ |
| الوجه   |         | - يميناً: الملك فاروق الأول - يساراً: مئذنة "منارة" مسجد القاضي يحيى     | أبو الهول          | 1 يونيو 1948   | 16 مايو 1951   | 201                 | 104                 | ت ث         | ورق          |        | - سير/ فريدريك ليث روس (بالإنجليزية: Frederick Leith-Ross)‏ - أحمد زكي سعد                                                                          |
| الظهر   |         | مسجد قايتباي                                                           | أبو الهول          | 1 يونيو 1948   | 16 مايو 1951   | 201                 | 104                 | ت ث         | ورق          |        | - سير/ فريدريك ليث روس (بالإنجليزية: Frederick Leith-Ross)‏ - أحمد زكي سعد                                                                          |
| الوجه   |         | - يميناً: توت عنخ آمون - يساراً: مئذنة "منارة" مسجد القاضي يحيى          | أبو الهول          | 29 أكتوبر 1952 | 30 أكتوبر 1952 | 201                 | 104                 | ت ث         | ورق          |        | - محمد أمين فكري |
| الظهر   |         | مجموعة الأشرف قايتباي                                                  | أبو الهول          | 29 أكتوبر 1952 | 30 أكتوبر 1952 | 201                 | 104                 | ت ث         | ورق          |        | - محمد أمين فكري |
| الوجه   |         | مسجد السيدة زينب                                                       | الملك توت عنخ آمون | 15 مايو 1978   | 16 مارس 1992   | 165                 | 70                  | ن           | ورق          |        | - محمد عبد الفتاح إبراهيم - صلاح حامد |
| الظهر   |         | الملك توت عنخ آمون                                                     | الملك توت عنخ آمون | 15 مايو 1978   | 16 مارس 1992   | 165                 | 70                  | ن           | ورق          |        | - محمد عبد الفتاح إبراهيم - صلاح حامد |
| الوجه   |         | مسجد ومدرسة السلطان حسن                                                | الملك توت عنخ آمون | 14 سبتمبر 1994 | 7 أكتوبر 1997  | 165                 | 70                  | ن           | ورق          |        | - إسماعيل حسن محمد |
| الظهر   |         | أبو الهول                                                              | الملك توت عنخ آمون | 14 سبتمبر 1994 | 7 أكتوبر 1997  | 165                 | 70                  | ن           | ورق          |        | - إسماعيل حسن محمد |
| الوجه   |         | مسجد ومدرسة السلطان حسن                                                | الملك توت عنخ آمون | 6 سبتمبر 2000  |                | 165                 | 70                  | ن           | ورق          |        | - إسماعيل حسن محمد - محمود أبو العيون - فاروق العقدة - هشام رامز                                                                                   |
| الظهر   |         | أبو الهول                                                              | الملك توت عنخ آمون | 6 سبتمبر 2000  |                | 165                 | 70                  | ن           | ورق          |        | - إسماعيل حسن محمد - محمود أبو العيون - فاروق العقدة - هشام رامز                                                                                   |
| الوجه   |         | مسجد ومدرسة السلطان حسن                                                | الملك توت عنخ آمون | 8 أكتوبر 2014  | حتى الآن       | 165                 | 70                  | ن           | ورق          |        | - هشام رامز - طارق حسن عامر - حسن عبد الله |
| الظهر   |         | أبو الهول                                                              | الملك توت عنخ آمون | 8 أكتوبر 2014  | حتى الآن       | 165                 | 70                  | ن           | ورق          |        | - هشام رامز - طارق حسن عامر - حسن عبد الله |

#### 200 جنيه
| الترتيب | الإصدار | الإصدار | الوصف                                        | العلامة المائية | تاريخ الإصدار | تاريخ الإصدار | الأبعاد (بالمليمتر) | الأبعاد (بالمليمتر) | كود الإصدار | خامة الطباعة | المصمم | أسماء الموقعين                             |
| الترتيب | الإتجاه | الصورة  | الوصف                                        | العلامة المائية | البداية       | النهاية       | طول                 | عرض                 | كود الإصدار | خامة الطباعة | المصمم | أسماء الموقعين                             |
| ------- | ------- | ------- | -------------------------------------------- | --------------- | ------------- | ------------- | ------------------- | ------------------- | ----------- | ------------ | ------ | ------------------------------------------ |
| 1       | الوجه   |         | مسجد قاني باي الرماح                         | الكاتب المصري   | 3 أبريل 2007  | 28 مايو 2008  | 175                 | 80                  | ى           | ورق          |        | - فاروق العقدة                             |
| 1       | الظهر   |         | تمثال فرعوني للكاتب المصري من الأسرة الخامسة | الكاتب المصري   | 3 أبريل 2007  | 28 مايو 2008  | 175                 | 80                  | ى           | ورق          |        | - فاروق العقدة                             |
| 2       | الوجه   |         | مسجد قاني باي الرماح                         | الكاتب المصري   | 12 يناير 2009 |               | 165                 | 72                  | ى           | ورق          |        | - فاروق العقدة - هشام رامز                 |
| 2       | الظهر   |         | تمثال فرعوني للكاتب المصري من الأسرة الخامسة | الكاتب المصري   | 12 يناير 2009 |               | 165                 | 72                  | ى           | ورق          |        | - فاروق العقدة - هشام رامز                 |
| 3       | الوجه   |         | مسجد قاني باي الرماح                         | الكاتب المصري   | 7 أبريل 2014  | حتى الآن      | 165                 | 72                  | ى           | ورق          |        | - هشام رامز - طارق حسن عامر - حسن عبد الله |
| 3       | الظهر   |         | تمثال فرعوني للكاتب المصري من الأسرة الخامسة | الكاتب المصري   | 7 أبريل 2014  | حتى الآن      | 165                 | 72                  | ى           | ورق          |        | - هشام رامز - طارق حسن عامر - حسن عبد الله |

## وصلات خارجية
- متحف عملات البنك المركزي المصري
- الموسوعة المصرية للبنكنوت